# 106-я стрелковая дивизия (3-го формирования)
106-я стрелковая дивизия (3-го формирования) — воинское соединение Вооружённых Сил СССР в Великой Отечественной войне.

## История
Образована 5 февраля 1943 года путём переформирования Забайкальской дивизии войск НКВД.
Дивизия принимала участие боях на Курской дуге и разгромила 106-ю дивизию Вермахта. За форсирование Днепра в октябре 1943 в районе Лоева присвоено почётное наименование «Днепровской». Продолжая наступление, дивизия освободила Гомельскую и Полесскую области Белоруссии. В феврале 1944 вошла в состав 1-го Украинского фронта и приняла участие в боях на Ровенском направлении.
Указом Президиума Верховного Совета СССР от 9 августа 1944 года за образцовое выполнение заданий командования в боях с немецкими захватчиками при прорыве обороны немцев на Львовском направлении, проявленные при этом доблесть и мужество награждена Орденом Красного Знамени..
В 1945 году прошла путь Висла — Одер — Нейсе — Эльба. За овладение городом Дрезден дивизия награждена орденом Суворова 2-й степени.
В ночь с 30 на 31 августа 1944 106 сд оборонявшаяся на западном берегу р. Висла у Аннополь без приказа при первом несерьёзном нажиме противника в беспорядке отошла на восточный берег р. Висла. Дивизия потеряла: до 600 человек личного состава, 48 ручных пулемётов, 18 станковых пулемётов, 12 82-мм миномётов, 5 орудий ДА, 17 45 мм пушек и 12 76 мм пушек. Командир дивизии полковник Власов отстранён от должности арестован и предан суду военного трибунала.
Около 12 тысяч офицеров и солдат дивизии награждены орденами и медалями, 49 воинам присвоено звание Героя Советского Союза.
Расформирована в 1945 в связи с окончанием ВОВ.

## Полное название
106-я стрелковая Забайкальско-Днепровская Краснознамённая ордена Суворова дивизия

## Подчинение
70-я армия

## Состав
- Управление
- Штабная батарея начальника артиллерии дивизии
- 43-й стрелковый Даурский полк
- 188-й стрелковый Аргунский полк
- 236-й стрелковый Нерчинский полк
- 362-й артиллерийский полк
- 63-й отдельный истребительно-противотанковый дивизион
- 60-я отдельная разведывательная рота
- 12-й отдельный сапёрный батальон
- 500-й отдельный батальон связи
- 65-й отдельный медико-санитарный батальон
- 11-я отдельная рота химической защиты
- 319-я отдельная авторота подвоза
- 49-я полевая хлебопекарня
- 734-й дивизионный ветеринарный лазарет
- 2246-я полевая почтовая станция
- 1762-я полевая касса Государственного банка

## Командный и начальствующий состав
- Донсков, Семён Иванович[4] (23.11.1942 — 13.05.1943), генерал-майор
- Смехотворов, Фёдор Никандрович (14.05.1943 — 01.08.1943), генерал-майор
- Власов, Михаил Маркович (02.08.1943 — 01.09.1944), полковник
- Трофимов, Захар Трофимович (02.09.1944 — 17.12.1944), генерал-майор
- Коченов, Григорий Матвеевич (18.12.1944 — 09.03.1945), полковник
- Михеев, Леонид Иванович (10.03.1945 — 16.03.1945), полковник
- Саркисян, Андроник Саркисович (17.03.1945 — 14.04.1945), полковник
- Василенко, Емельян Иванович (15.04.1945 — 11.05.1945), генерал-майор

## Награды
- 17 ноября 1943 — почетное наименование «Днепровская» — присвоено приказом Верховного Главнокомандующего от 17 ноября 1943 года за отличие в боях при форсирование Днепра.
- 9 августа 1944 года —  Орден Красного Знамени — награждена указом Президиума Верховоного Совета СССР от 9 августа 1944 года за образцовое выполнение заданий командования в боях с немецкими захватчиками при прорыве обороны немцев на Львовском направлении и проявленные при этом доблесть и мужество.[5]
- 4 июня 1945 года —  Орден Суворова II степени — награждена указом Президиума Верховоного Совета СССР от 4 июня 1945 года за образцовое выполнение заданий командования в боях с немецкими захватчиками при ликвидации группы немецких войск, окружённой юго-восточнее Берлина и проявленные при этом доблесть и мужество.[6]

Награды частей дивизии:
- 43-й стрелковый Даурский ордена Кутузова[7] полк
- 188-й стрелковый Аргунский ордена Богдана Хмельницкого (II степени)[7] полк
- 236-й стрелковый Нерчинский ордена Кутузова[7] полк
- 362-й артиллерийский Забайкальский Краснознамённый[8] орденов Суворова[9] и Богдана Хмельницкого (II степени)[7] полк
- 63-й отдельный истребительно-противотанковый орденов Богдана Хмельницкого[9] и Александра Невского[7] дивизион

## Отличившиеся воины дивизии
| Награда | Ф. И. О.                           | Должность                                                                            | Звание            | Дата награждения | Примечания                   |
| ------- | ---------------------------------- | ------------------------------------------------------------------------------------ | ----------------- | ---------------- | ---------------------------- |
|         | Аглиуллин, Хамит Шамсутдинович     | командир отделения сапёрного взвода 43-го стрелкового Даурского полка                | старший сержант   | 30.10.1943       | посмертно                    |
|         | Анищенков, Павел Яковлевич         | командир отделения разведки дивизиона 362-го артиллерийского полка                   | старший сержант   | 30.10.1943       |                              |
|         | Апарин, Максим Григорьевич         | командир орудия огневого взвода 43-го стрелкового полка                              | старший сержант   | 30.10.1943       |                              |
|         | Беломестных, Владимир Корнилович   | командир отделения 12-го отдельного сапёрного батальона                              | старшина          | 30.10.1943       |                              |
|         | Бобков, Григорий Евдокимович       | командир стрелкового взвода 43-го стрелкового полка                                  | старшина          | 30.10.1943       |                              |
|         | Ворончук, Андрей Яковлевич         | командир батареи 236-го стрелкового полка                                            | лейтенант         | 30.10.1943       |                              |
|         | Гавриш, Павел Иванович             | заместитель командира 12-го отдельного сапёрного батальона                           | старший лейтенант | 15.01.1944       |                              |
|         | Гайнутдинов, Махметин Галентинович | командир взвода роты связи 43-го стрелкового полка                                   | старшина          | 30.10.1943       |                              |
|         | Гизатуллин, Хамазан Гатауллович    | командир орудия 63-го отдельного истребительного противотанкового дивизиона          | старший сержант   | 30.10.1943       |                              |
|         | Гордополов, Геннадий Дмитриевич    | заместитель командира стрелкового батальона 43-го стрелкового полка                  | капитан           | 30.10.1943       |                              |
|         | Григорович, Леонид Андреевич       | заместитель командира батальона по политической части 188-го стрелкового полка       | старший лейтенант | 15.01.1944       |                              |
|         | Гусев, Владимир Васильевич         | командир роты 188-го стрелкового полка                                               | лейтенант         | 30.10.1943       | посмертно                    |
|         | Гусев, Иван Алексеевич             | командир орудия 362-го артиллерийского полка                                         | старший сержант   | 27.06.1945       | посмертно                    |
|         | Жало, Семён Сергеевич              | сапёр сапёрного взвода 43-го стрелкового полка                                       | красноармеец      | 30.10.1943       |                              |
|         | Козорезов, Андрей Акимович         | командир огневого взвода 63-го отдельного истребительно-противотанкового дивизиона   | младший сержант   | 30.10.1943       |                              |
|         | Крумин, Иван Андреевич             | командир миномётного взвода 43-го стрелкового полка                                  | лейтенант         | 30.10.1943       |                              |
|         | Кузнецов, Степан Никифорович       | наводчик орудия 63-го отдельного истребительно-противотанкового дивизиона            | сержант           | 30.10.1943       |                              |
|         | Кулебяев, Николай Григорьевич      | командир сапёрной роты 12-го отдельного сапёрного батальона                          | старший лейтенант | 15.01.1944       |                              |
|         | Лаптев, Леонид Семёнович           | командир отделения связи 362-го артиллерийского полка                                | ефрейтор          | 30.10.1943       | умер от ран 28.10.1943       |
|         | Малиновский, Михаил Елисеевич      | командир отделения 188-го стрелкового полка                                          | старшина          | 30.10.1943       |                              |
|         | Марков, Алексей Васильевич         | заместитель командира батальона 43-го стрелкового полка                              | старший лейтенант | 30.10.1943       | посмертно                    |
|         | Матюгин, Иван Максимович           | командир 43-го стрелкового полка                                                     | подполковник      | 30.10.1943       | посмертно                    |
|         | Мелащенко, Николай Владимирович    | Стрелок 2 стрелкового батальона 43-го стрелкового Даурского полка                    | красноармеец      | 30.10.1943       | -                            |
|         | Мещеряков, Павел Матвеевич         | командир взвода противотанковой обороны 43-го стрелкового полка                      | лейтенант         | 30.10.1943       |                              |
|         | Михайлов, Николай Иванович         | командир роты 236-го стрелкового полка                                               | старший лейтенант | 30.10.1943       | погиб 16 ноября 1943 года    |
|         | Немчинов, Александр Михайлович     | командир орудия 63-го отдельного истребительно-противотанкового дивизиона            | старший сержант   | 30.10.1943       |                              |
|         | Печёнкин, Ефим Никифорович         | командир орудия 362-го артиллерийского полка                                         | старшина          | 27.06.1945       | посмертно                    |
|         | Пирязев, Андрей Никифорович        | сапёр 12-го отдельного сапёрного батальона                                           | красноармеец      | 15.01.1944       |                              |
|         | Пискунов, Борис Андреевич          | телефонист роты связи 43-го стрелкового полка                                        | красноармеец      | 30.10.1943       |                              |
|         | Попов, Семён Алексеевич            | стрелок 236-го стрелкового полка                                                     | красноармеец      | 30.10.1943       | посмертно                    |
|         | Прохоров Василий Иванович          | командир отделения 652-й отдельной роты связи 106-й стрелковой Забайкальской дивизии | сержант           | 15.01.1944       | -                            |
|         | Пуляевский, Константин Афанасьевич | помощник командира взвода 188-го стрелкового полка                                   | старший сержант   | 30.10.1943       | умер от ран 29.10.1943       |
|         | Романов, Николай Кириллович        | командир взвода 188-го стрелкового полка                                             | старшина          | 30.10.1943       | погиб 20.10.1943             |
|         | Смирнов, Николай Яковлевич         | командир взвода 43-го стрелкового полка                                              | старший сержант   | 30.10.1943       |                              |
|         | Смирнов Сергей Григорьевич         | командир 236-го стрелкового полка                                                    | полковник         | 30.10.1943       | посмертно                    |
|         | Сурнин, Георгий Иванович           | командир отделения 188-го стрелкового полка                                          | старшина          | 30.10.1943       |                              |
|         | Сухарев, Александр Петрович        | сапёр 12-го отдельного сапёрного батальона                                           | красноармеец      | 15.01.1944       | погиб 15 ноября 1943 года    |
|         | Сушанов, Николай Тимофеевич        | парторг батальона 188-го стрелкового полка                                           | старший сержант   | 15.01.1945       |                              |
|         | Трифонов, Александр Васильевич     | командир отделения 12-го отдельного сапёрного батальона                              | сержант           | 30.10.1943       |                              |
|         | Трусов, Виктор Иванович            | разведчик взвода пешей разведки сапёрного взвода 43-го стрелкового полка             | красноармеец      | 30.10.1943       |                              |
|         | Фирсов, Николай Яковлевич          | командир отделения 12-го отдельного сапёрного батальона                              | старший сержант   | 15.01.1944       |                              |
|         | Цариков, Борис Андреевич           | разведчик взвода пешей разведки 43-го стрелкового полка                              | красноармеец      | 30.10.1943       | погиб 13.11.1943             |
|         | Черкасов, Владимир Иванович        | командир пулемётного расчёта пулемётной роты 188-го стрелкового полка                | сержант           | 30.10.1943       |                              |
|         | Чижов, Василий Пахомович           | командир телефонно-кабельного взвода 652-й отдельной роты связи                      | лейтенант         | 15.01.1944       |                              |
|         | Шакиров, Саду                      | стрелок 1-й роты 1-го батальона 188-го стрелкового полка                             | красноармеец      | 30.10.1943       | представлен посмертно, выжил |
|         | Шейко, Борис Филиппович            | агитатор 43-го стрелкового полка                                                     | майор             | 30.10.1943       |                              |
|         | Шерстнёв, Владимир Павлович        | командир отделения роты связи 188-го стрелкового полка                               | младший сержант   | 30.10.1943       |                              |
|         | Щукин, Андрей Федотович            | начальник радиостанции роты связи 43-го стрелкового полка                            | старший сержант   | 30.10.1943       |                              |

## Память
В 1983 на здании Управления Забайкальскими Пограничными Отрядами по ул. Чкалова открыта мемориальная доска.